# Eike Reuter
Eike Reuter (* 31. Januar 1938 in Magdeburg; † 2. Februar 2005 in Jena) war ein deutscher Kirchenmusiker.

## Leben und Wirken
Eike Reuter wuchs in einer musikalischen Pfarrerfamilie auf. Hier lernte er Musik als eine Ausdrucksform des Glaubens und als Mittel der christlichen Verkündigung kennen.
Nach seiner Schulzeit in Halberstadt studierte Reuter 1956 bis 1961 in Halle an der Kirchenmusikschule, unter anderem bei Eberhard Wenzel (Komposition) und Johannes Schäfer (Orgel).
Danach war er von 1962 an Kantor in Nordhausen und von 1975 bis zu seinem Ruhestand im Juli 2003 Kantor und Organist an der Stadtkirche St. Michael in Jena. Neben der von ihm geleiteten „Kantorei St. Michael“, die Oratorien, Passionen, Messen und andere große Werke für Chor und Orchester musiziert, baute er den „Singkreis St. Michael“ auf, der unter seiner Leitung anspruchsvolle A-capella-Werke sang, sowie das Laienorchester „Collegium musicum“, mit dem die Kantorei St. Michael u. a. Kantaten für Gottesdienste musizierte. Er leitete das 1978 gegründete „Thüringer Bläsersextett“. Er machte sich in der Kinder- und Jugendchorarbeit verdient und war als Organist und Komponist tätig. Unter anderem kreierte er Chorwerke und Konzerte für Trompete, Alphorn und Posaune in Verbindung mit der Orgel und wurde so über Thüringen hinaus bekannt.
Von 1991 bis zu seinem Ruhestand im Jahr 2003 war Reuter zudem als Landeskirchenmusikdirektor (LKMD) oberster Kirchenmusiker der Evangelisch-Lutherischen Kirche in Thüringen. Damit war er für die Neuordnung und Umstrukturierung der Kirchenmusik im Thüringen mit ihren Chancen und Einschnitten nach der Friedlichen Revolution verantwortlich. Er leitete die Kirchenmusikabteilung der Evangelisch-Lutherischen Kirche in Thüringen. Er wirkte auch an der Erstellung des neuen Evangelisches Gesangbuches und der dazu begleitenden Musikliteratur mit. 
Er war Dozent für Orgelspiel an der Kirchenmusikschule Halle. Darüber hinaus setzte er sich für den Ausbau und die Vertiefung der Ausbildung von nebenberuflichen Kirchenmusikern (C-Ausbildung) in der Thüringer Landeskirche ein. Sein Engagement galt auch der Pflege der reichen Orgellandschaft Thüringen. Diese landeskirchlichen Aufgaben nahm er zusätzlich zu den Aufgaben als Kantor und Organist an der Jenaer Stadtkirche wahr. 
Eike Reuter war mit der Kirchenmusikerin Hildegard Reuter verheiratet. Gemeinsam mit ihr war er auch kompositorisch tätig, z. B. für den Chorsatz „Der über Nacht und Licht gebietet“ (Text: Klaus-Peter Hertzsch, Melodie: Hildegard Reuter, Satz Eike Reuter). Hildegard und Eike Reuter haben fünf Kinder. 
Eike Reuter starb im Alter von 67 Jahren in Jena, wo sich die Grabstelle auf dem Nordfriedhof befindet.

## Hauptwerke
- Eike Reuter (Hrsg.): Thüringer Weihnachtsliederheft in einfachen Sätzen für drei- und vierstimmigen gemischten Chor a capella. Strube-Verlag (Edition 6264), München 2004.
- Bonifatius, Kantate für Kinderchor, 2004; Text: Klaus-Peter Hertzsch, Musik: Eike Reuter
- Du schenkst uns Zeit. Sätze für Frauenstimmen. In: Kirchenchorwerk der Evangelischen-Lutherischen Kirche in Thüringen (Hrsg.): Singheft des Thüringer Kirchenchorwerkes. Band 31. Strube-Verlag (Edition 6305), München 2005.
- Hildegard Reuter (Hrsg.): Motetten. Strube-Verlag (Edition 6604), München 2010.